# Francis Rigon
Pour les articles homonymes, voir Rigon.
Francis Rigon, né Gian Franco Rigon le 3 janvier 1944 à Gallio en Italie, est un coureur cycliste italien (jusqu'à fin 1963) puis français, professionnel en 1969 et 1970.

## Biographie
Après une fructueuse carrière amateur, il passe professionnel en 1969 et participe cette même année au Critérium du Dauphiné libéré  sur lequel il termine 2e de la 4e étape, puis au Tour de France avec l'équipe Frimatic-de Gribaldy.
Il met fin prématurément à sa carrière à la suite d'une chute sur le Tour de Majorque en avril 1970 qui le blesse sérieusement au genou. 
Il tient après sa carrière cycliste (lui et son épouse Mireille) un commerce de fleurs, puis un bar et un pressing à Miribel à partir de 1968.

### Famille
Son frère jumeau Charles Rigon a également été professionnel, vainqueur entre autres du chrono du Mont Faron en 1968. Il a également été cyclocross-man de bon niveau.
Son fils Franck Rigon, ancien coureur amateur de bon niveau (notamment vainqueur de Annemasse-Bellegarde et retour en 1985), est président du Comité départemental olympique et sportif de l'Ain,.

## Palmarès
- 1962
  - Genève-Sion-Evolène[7]
- 1963
  - 3e du Grand Prix du Faucigny
- 1964
  - Grand Prix de Saint-Symphorien-sur-Coise
  - Lyon-Oyonnax
  - Une étape de la Route de France
  - 4e de la Route de France
- 1965
  - 2e du Grand Prix du Faucigny
- 1966
  - Annemasse-Bellegarde et retour
  - Grand Prix du Froid Caladois
  - Grand Prix de Thizy
  - 3e du Grand Prix du Faucigny
  - 3e des Boucles du Bas-Limousin
  - 3e du Trophée Peugeot
- 1967
  - Une étape du Tour des Alpes de Haute-Provence
  - Poly Grenobloise
  - Grand Prix de la ville de Cluses
  - 2e de la Ronde du Carnaval
  - 2e du Grand Prix de Thizy
  - 2e du Grand Prix de Saint-Étienne Loire
  - 3e du Critérium de Bussières
- 1968
  - Grand Prix de Thizy
  - Tour Drôme Ardèche
  - Annecy-Évian-Annecy
  - 2e de Lyon-Aiguebelette-Lyon (derrière Charles Rigon)
  - 2e du Championnat du Lyonnais (derrière Charles Rigon)
  - 2e du Grand Prix du Froid Caladois
  - 2e du Grand Prix de Saint-Symphorien-sur-Coise
  - 3e du Circuit des Monts du Livradois
- 1969
  - Grand Prix du Froid Caladois
  - 2e du Grand Prix de Saint-Symphorien-sur-Coise
  - 3e du Tour du Vaucluse

## Résultats sur les grands tours

### Tour de France
1 participation
- 1969 : 54e

## Hommages
La Transversale des As de l'Ain est organisée en hommage à plusieurs anciens coureurs de l'Ain : Jean Dumont, Joseph Carrara, Francis Rigon, Raymond Elena et Roger Pingeon.